# Комарова, Варвара Дмитриевна
Варвара Дмитриевна Комарова (урождённая Стасова; 12 (24) августа 1862, Санкт-Петербург — 10 февраля 1943, Ленинград) — российский музыковед, литературовед, писательница. Дочь юриста Д. В. Стасова, сестра революционерки Е. Д. Стасовой, племянница критика В. В. Стасова. Литературные произведения публиковала под псевдонимом Владимир Каренин.
Училась музыке у М. А. Балакирева и Н. А. Римского-Корсакова, занималась также вокалом под руководством Полины Левицкой и Чезаре Тромбини, консультировалась у И. П. Прянишникова.
Дебютировала в литературе в 1888 году романом «Муся», развивающим традицию женского романа Жорж Санд. Опубликовала ряд произведений для детей: «Сказка про маленькую рыбку и Великого человека» (1890), «Невидимка» (1893) и др. В 1916 году выпустила итоговый сборник рассказов и сказок «Стрекозы».
С 1892 г., под впечатлением от знакомства с невесткой Жорж Санд, начала заниматься исследованием жизни и творчества французской писательницы. Эта работа вылилась в фундаментальный труд «Жорж Санд, её жизнь и произведения», первый том которого вышел в 1899 году и был удостоен почётного отзыва Пушкинской премии (1903). Второй том появился в 1916 году. Третий том, в связи с революционными событиями в России, так и не был издан по-русски, однако вышел во Франции по-французски в 1926 году как четвёртый том (два русских тома составили три тома французского издания, вышедшие во Франции раньше) и по-прежнему остаётся важным для науки источником. В 1919 году второй и третий (в рукописи) тома книги были удостоены премии митрополита Макария, присуждавшейся Императорской Академией наук.
С 1912 г. Комарова-Стасова работала научным сотрудником отдела рукописей Института русской литературы (Пушкинского дома), в 1918—1932 гг. исполняла обязанности учёного хранителя отдела. Через Комарову в Пушкинский дом попал обширный архив семьи Стасовых. Опубликовала двухтомное исследование о своём дяде Владимире Стасове («Владимир Стасов. Очерк его жизни и деятельности»; 1927); по отзыву С. А. Жебелёва, «биограф отнёсся к В. В. Стасову как к герою. Это наложило отпечаток на всю биографию, но это же сослужило для книги свою службу: книга написана живо, увлекательно, любовно». Напечатала также воспоминания о Балакиреве («Российская музыкальная газета», 1910, № 7) и Модесте Мусоргском («Музыкальный современник», 1917, № 5—6), переписку своего отца с Кларой Шуман («Музыкальная летопись», сб. 1, 1922).